# بطولة أمريكا الجنوبية لكرة الطائرة للرجال 2003
أقيمت بطولة أمريكا الجنوبية لكرة الطائرة للرجال 2003 في نسختها الخامسة والعشرين في ريو دي جانيرو في البرازيل.

## تفاصيل الدوري
- الثلاثاء 2003-09-02

| فنزويلا  | 3–1 | الأرجنتين | (19-25 25-20 25-19 25-19) |
| البرازيل | 3–0 | تشيلي     | (25-15 25-11 25-13)       |

- الأربعاء 2003-09-03

| فنزويلا  | 3–0 | تشيلي    | (25-17 25-20 25-15) |
| البرازيل | 3–0 | باراغواي | (25-9 25-9 25-13)   |

- الخميس 2003-09-04

| تشيلي    | 3–0 | باراغواي  | (25-20 25-18 25-23) |
| البرازيل | 3–0 | الأرجنتين | (25-20 25-15 25-19) |

- الجمعة 2003-09-05

| الأرجنتين | 3–0 | تشيلي    | (25-17 25-17 25-14) |
| فنزويلا   | 3–0 | باراغواي | (25-5 25-18 25-14)  |

- السبت 2003-09-06

| الأرجنتين | 3–0 | باراغواي | (25-17 25-13 25-21) |
| فنزويلا   | 0–3 | البرازيل | (22-25 24-26 22-25) |

## الترتيب النهائي
| 1. البرازيل · 2. فنزويلا · 3. الأرجنتين · 4. تشيلي · 5. باراغواي · | \| بطولة أمريكا الجنوبية لكرة الطائرة للرجال 2003 \| \| ---------------------------------------------- \| \| · البرازيل · للمرة الرابعة والعشرين \| |
| بطولة أمريكا الجنوبية لكرة الطائرة للرجال 2003                     | |
| · البرازيل · للمرة الرابعة والعشرين                                | |